# Aviación, delstaten Mexiko
Aviación, även Campo de Aviación är en ort i Mexiko, tillhörande kommunen Amatepec i den sydvästra delen av delstaten Mexiko, i den centrala delen av landet. Orten hade 229 invånare vid folkräkningen 2010.